# 아웃런 2019
《아웃런 2019》(OutRun 2019)는 메가드라이브로 나온 레이싱 게임이다. 아웃런 시리즈의 한 가지이지만 교차로가 루트 변경 외에도 있다는 것이 특징이다.